# Burgruine Tannberg
Die Burgruine Tannberg ist die Ruine einer Höhenburg auf 446 m ü. NN im gleichnamigen Ortsteil der Gemeinde Hörbich im Bezirk Rohrbach von Oberösterreich am rechten Ufer der Kleinen Mühl (Tannberg Nr. 6).

## Geschichte
Ahnherr der namensgebenden Familie war vermutlich Sigibot Tannberg, der bereits Ende des 11. Jahrhunderts als Truchsess des Hochstiftes Passau war. Erbauer der Burg dürfte 1188 der passauische Ministeriale Walter I. von Tannberg gewesen sein. Als sich 1240 die passauischen Ministerialen gegen den Bischof erhoben, waren Walter und Pilgrim von Tannberg auf Seiten des Bischofs. Der Gattin Kunigunde des Pilgrim wurde von Passau aus die Burg Partenstein verpfändet. Weiters werden Berthold und Chunrad I. († 1278, begraben in der Marienkirche zu Sarleinsbach) genannt. Auf Berthold geht das Wappen der Tannberger zurück (ein Dreiberg, dessen mittlerer Hügel sich als Spitze erhebt). Einem Konrad von Tannberg wurde vorgeworfen, er rufe zusammen mit seinem Schwager Kalhoch von Falkenstein mutwillig Fehden aus und beide machen die Wege von ihren Burgen aus unsicher; deshalb wurden beide 1281 von den Herzögen von Bayern und ihrem Lehnsherrn, dem Passauer Bischof Wichard von Pohlheim dazu verurteilt, die von ihm gerichteten Schäden zu ersetzen, andernfalls sie für ehrlos erklärt und ihr Leben verlieren würden. Bei seiner Fehde gegen Herzog Heinrich von Bayern eroberte Herzog Albrecht I. von Österreich 1289 die Burgen Falkenstein und Tannberg. Die Tannberger blieben aber weiter auf ihrem Lehenssitz.

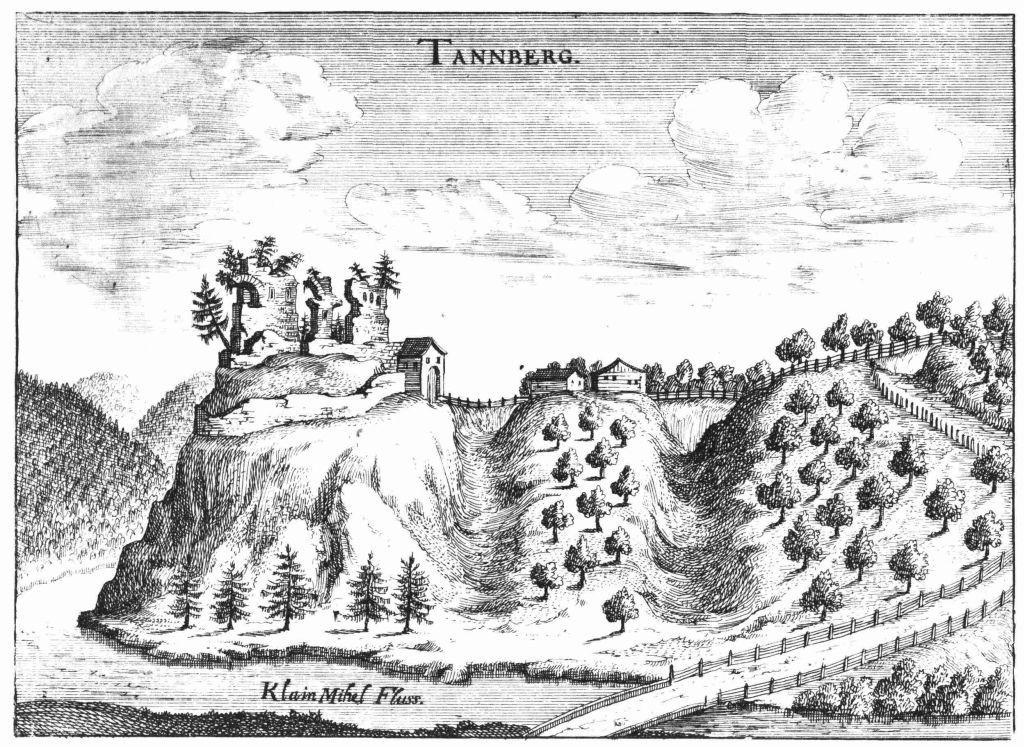
Burgruine Tannberg nach einem Stich von Georg Matthäus Vischer von 1674

1327 gelobte Kunrad von Tannberg König Friedrich „dem Schönen“ († 1330), ihm mit seiner Burg dienstbar zu sein. Dieser letzte hier lebende Tannberger († 1356) setzte 1354 seinen Lehensherrn, den Bischof von Passau, zum Erben der Burg und der Herrschaft Tannberg ein. Sein Bruder Gundacker von Tannberg war 1338 bereits in den Lehensbesitz von Pürnstein gekommen. Die Bischöfe von Passau ließen Tannberg dann durch Pfleger verwalten (Alber von Jagenreuter, 1390; Heinrich der Mühlwanger, 1401) oder verpfändeten die Burg, wenn sie in Geldnöten waren, so etwa an Chunrad von Tannberg (1366–1374) oder an Dankwart Herleinsperger (1430 und 1443). Nach der Einlösung setzte Passau wieder Pfleger ein, so Achaz Premser. Der letzte Pfleger auf der Burg war 1529 Wolf Herleinsperger.
1529 wurde die Verwaltung von Tannberg, wie auch die der anderen Besitzungen des Passauer Bistums im Mühlviertel, nach Marsbach verlegt. Die nun funktionslos gewordene Burg überließ man dem Verfall. Auf dem Stich von Georg Matthäus Vischer von 1674 ist Tannberg bereits eine Ruine, wobei noch die beiden tiefen Gräben zu erkennen sind, durch welche die Burg von der Landseite geschützt war.

## Burgruine Tannberg heute
Die ehemaligen Wirtschaftsbauten der Burg, das sog. Pflegerstöckl (mit gotischen Fensterstöcken und hohen Streben) und der untere Turm, sind in ein Bauernhaus umgewandelt worden. Die zur Kleinen Mühl zugekehrte Seite des Turms ist noch aus Steinquadern zusammengefügt. Die Bauten auf der Hochburg sind mit Ausnahme der Ringmauer verfallen oder abgetragen worden. Auf dem Burgplatz lassen Schutthügel neben wenigen Mauerzügen noch die ehemalige Hochburg erahnen. Die einst tiefen Gräben sind teilweise zugeschüttet.
Die Unterburg mitsamt dem gotischen Torbau wurde zu einem Wohnhaus umgebaut.